# Leonas Žukauskas
Leonas Žukauskas war ein litauischer Fußballspieler.

## Karriere
Leonas Žukauskas spielte in seiner Vereinskarriere für die Vereine KSK Kaunas, ŠŠ Kovas und Kultus Kaunas.
Im September 1925 debütierte Žukauskas in der Litauischen Fußballnationalmannschaft gegen Lettland. Beim 2:2-Unentschieden in Riga erzielte der Stürmer bei seinem Debüt ein Tor. Im Juli 1927 führte Žukauskas die Mannschaft gegen den gleichen Gegner zum ersten Mal als Kapitän auf das Feld. Ein Jahr später fungierte er in dieser Position beim Baltic Cup 1928 in Estland, und 1929 in Lettland.
Von 1925 bis 1929 absolvierte Žukauskas zehn Länderspiele für die Litauische Nationalmannschaft und erzielte ein Tor.